# Lissonotus scapularis
Lissonotus scapularis är en skalbaggsart som först beskrevs av Olivier 1795.  Lissonotus scapularis ingår i släktet Lissonotus och familjen långhorningar. Inga underarter finns listade i Catalogue of Life.